# Renfe série 269.4

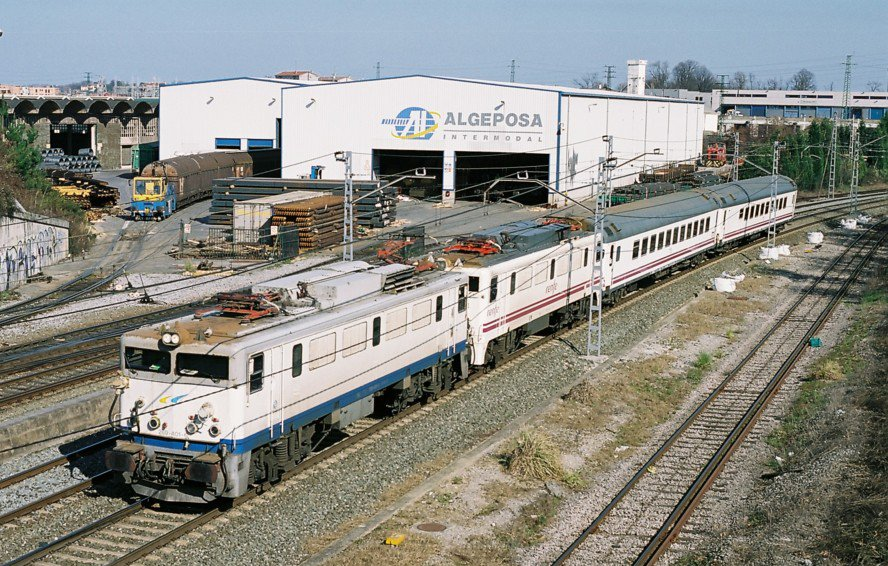
Les 269-401 et 269-406 en tête du Diurno 402 Irun - Salamanque en 2008.

En 1995, la Renfe décide de transformer vingt machines de la série 269.2 pour la remorque des trains Talgo à la vitesse de 160 km/h.

## Conception
Extérieurement, les modifications subies par les machines sont imperceptibles : suppression des vitres extérieures des cabines. Le montage d'un carénage frontal sur les parties basses, essayé sur la 269-401, n'est pas reproduit sur le reste de la série. La principale modification porte sur les bogies, changés pour un nouveau modèle monoréducteur dérivé de celui équipant la série 269.6. Les sablières sont également modifiées.
- La 269-324 devient 269-401
- La 269-229 devient 269-402
- La 269-319 devient 269-403
- La 269-311 devient 269-404
- La 269-274 devient 269-405
- La 269-304 devient 269-406
- La 269-327 devient 269-407
- La 269-330 devient 269-408
- La 269-237 devient 269-409
- La 269-233 devient 269-410
- La 269-258 devient 269-411
- La 269-256 devient 269-412
- La 269-284 devient 269-413
- La 269-283 devient 269-414
- La 269-241 devient 269-415
- La 269-279 devient 269-416
- La 269-282 devient 269-417
- La 269-288 devient 269-418
- La 269-223 devient 269-419
- La 269-240 devient 269-420